# Doomfoxx
Doomfoxx ist eine australische Hard-Rock-Band aus Sydney. Die Band gehört gemeinsam mit The Answer, Silvertide, den Tokyo Dragons, Wolfmother, Roadstar und anderen zu den Vertretern der sogenannten Neuen Goldenen Generation der Rock-Musik, die seit Anfang des 21. Jahrhunderts diese Musikrichtung unbeeinflusst von den Auswirkungen des Grunge-Hypes fortsetzt. Angeknüpft wird an die Tradition und den Erfolg von Bands wie Led Zeppelin, AC/DC, Aerosmith, Tesla, Guns N’ Roses und Black Crowes. Die Band spielt rauen Boogie-Hardrock, der durch die Whiskey-geprägte Reibeisenstimme des Sängers Stuart McKie eine unverwechselbare Note erhält.

## Geschichte
Jahre bevor Doomfoxx gegründet wurde, unternahmen Leadsänger Stuart McKie, ein Sohn schottischer Einwanderer, und Schlagzeuger Jase Burec, mehrere Versuche, ihren persönlichen Rock-’n’-Roll-Traum in Australien wahr zu machen. McKie, der, wie er sagt, in der schottischen Heimatstadt Kilmarnock vor allem die Tradition des Singens, Trinkens und Kämpfens kennengelernt hatte, trat in Perth und Sydney in Musik-Clubs auf, wo er Songs der Faces und Rolling Stones coverte. Burec wiederum hatte bereits als Neunjähriger entschieden, professioneller Drummer zu werden, als er seinen Nachbarn auf dem Schlagzeug hatte spielen hören. Einige Jahre verbrachte er in Taiwan und war dort mit dem Great Moscow Circus auf Tour. Nach seiner Rückkehr nach Sydney gründete er mit McKie und weiteren Musikern die Band Circle. Sie spielten einige Konzerte, erwarben sich lokale Prominenz und gewannen eine überschaubare Zahl von Fans und Groupies. Die Gruppe zerbrach, als Stuart McKie nach New York übersiedelte, in der Hoffnung, dort den Durchbruch zu erreichen, und Burec nach Adelaide zog, um einen Nachtclub zu eröffnen.
In New York übernachtete Stuart McKie auf Parkbänken im Central Park, um genug Geld für seine Leidenschaften, schicke Kleidung, Musik-Clubs und Frauen, aufzubringen. Im New Yorker Nachtclub Scrap Bar traf er eines Abends den aus Australien stammenden Gitarristen Dave Thomas, der ihn spontan einlud, sein Hotelzimmer zu teilen. Thomas war durch seine Hippie-Eltern schon früh mit der Soul- und Rock-Musik der 1960er und frühen 1970er Jahre vertraut gemacht worden. In Manhattan hielt er sich mit Jobs in Bars und Clubs sowie als Begleit-Service für wohlsituierte New Yorkerinnen finanziell über Wasser. McKie und Thomas verbanden nicht nur große Geldsorgen und die tägliche Frage, wo die nächste Nacht verbracht werden könnte. Gemeinsam träumten sie davon, einen eigenen Rock-Sound zu entwickeln, der ihnen dazu verhelfen würde, auf den großen Bühnen der Welt klassischen Rock ’n’ Roll zu spielen.
Geprägt vom Umfeld, in dem sie aufgewachsen waren und lebten, waren McKie und Thomas in ihrer New Yorker Zeit fasziniert vom Rotlichtmilieu – der Welt der Zuhälter, die in den Romanen von Iceberg Slim beschrieben wurde. Das letzte Werk dieses Autors trägt den Titel Doom Fox und handelt von einem leichten Mädchen, das solch eine große Faszination auf Männer ausübt, dass es ihnen allen Besitz wegnehmen kann, während diese wehrlos zusehen müssen. Das Buch beschreibt Aufstieg, tiefen Fall und erneuten Aufstieg, eine Erfahrung, mit der sich McKie identifizieren konnte und die er mit seiner Musik ausdrücken wollte. Die Romanfigur der Doom Fox sollte deshalb zur Patronin und Namensgeberin der künftigen Band werden, die sich allerdings mit zwei X schreiben würde.
Als McKie und Thomas schließlich den Aufenthalt in den USA nicht mehr finanzieren konnten, kehrten sie zurück nach Sydney. Gemeinsam mit dem Schlagzeuger Jase Burec und dem Bassisten Mark Gerber gründeten sie die Band Flame Boa, die zwar rasch die Aufmerksamkeit des früheren AC/DC-Managers Michael Browning auf sich zog, von diesem aber nicht so engagiert betreut wurde, wie es die jungen, erfolgshungrigen Musiker erwarteten.
Auf Wunsch von Dave Thomas trat Archi Read, der bis dahin in der Glam-Rock-Band Hell City Glamours gespielt hatte, an die Stelle des bisherigen Bassisten Gerber. Read galt als bekanntester Bassist Sydneys und fiel neben seinem musikalischen Können auch durch seine schrille Schminke, enge Jeans und viel Schmuck auf. Er wurde von Thomas mit der ambitionierten Versprechung, künftig in der besten Band Sydneys zu spielen, überredet, die Hell City Glamours zu verlassen.
Komplettiert wurde die Band schließlich durch einen Musiker, der als Gründungsmitglied einer der erfolgreichsten Rockbands Australiens bereits über tiefgreifende Erfahrungen im Rockbusiness verfügte. Als Gitarrist der Band Rose Tattoo hat Mick Cocks in Australien den Status einer lebenden Rock-Legende inne. McKie überzeugte den Rockstar mit viel Tequila und schönen Frauen dazu, wenigstens an einer Bandprobe teilzunehmen. Während des gemeinsamen Spiels entwickelte sich der spezielle Sound, den McKie, Thomas und Burec so lange gesucht hatten und der Mick Cocks zum Bandeinstieg bewegte.
Unter dem Namen Doomfoxx schrieben die Musiker Songs, die vor allem von ihrem bisherigen Leben, dem Rotlicht-Milieu, Drogen und Rock ’n’ Roll erzählen. Das Management der Band übernahm Richard Cartwright, für die Produktion der ersten EP sorgte Peter Blyton. In Deutschland nahm die Plattenfirma Armageddon Records Doomfoxx unter Vertrag. 2005 erschien das erste Album, das mit dem Bandnamen betitelt ist und auf dem Cover ein Tattoo mit einer Frauen-Darstellung im Piraten-Gestus zeigt. Die CD enthält zwölf Songs. Als Singles wurden die Ballade My Beautiful Friends und die Tempo-Nummer Piece Of Me ausgekoppelt.
Der Zeitpunkt der Veröffentlichung war nach dem langen Ringen um Erfolg äußerst günstig gewählt, da er mit dem Aufkommen des sog. Retro-Rock zusammenfiel. Kritiker beschreiben Doomfoxx dementsprechend als Wiedergeburt von AC/DC mit Bon Scott und vergleichen die Band mit Guns N’ Roses und Rose Tattoo.
Nach der Veröffentlichung der CD schlossen sich 2005 und 2006 große Europa-Touren gemeinsam mit The Darkness und Rose Tattoo an. Mehrmals machte Doomfoxx Station in Deutschland. Gewissermaßen zur zweiten Heimatstadt neben Sydney entwickelte sich für die Band Hamburg. St. Pauli und die Reeperbahn bieten den Musikern eine ihr kreatives Schaffen inspirierende Atmosphäre. Inzwischen halten sich die Bandmitglieder häufig in der Hansestadt auf, wo sie eine treue Fanbasis besitzen, in Musikclubs auch spontane Konzerte geben und Platten auflegen. Auf dem Wacken Open Air 2005 stellte Doomfoxx einen neuen Rekord auf, als die Band als einziger Teilnehmer an allen drei Festival-Tagen auftreten konnte. Als Vorband von Michael Schenker spielte Doomfoxx im April 2006 im Kölner Musicclub Underground ein vielbeachtetes Konzert, das vom WDR für die Reihe Rockpalast aufgezeichnet wurde.
Während der Studio-Aufnahmen zur zweiten CD stieg Mick Cocks Anfang Juni 2007 aus der Band aus. Im November 2007 gab Doomfoxx bekannt, dass die neue Platte im Frühjahr 2008 veröffentlicht wird und dass Tony Kvesic, der bisher bei der Band Ooh Lala aus Sydney spielte, die Gitarrenparts darauf eingespielt hat und künftig Doomfoxx vervollständigen wird. Ab Januar 2008 wird die Band mit dem neuen Material touren und u. a. in der traditionsreichen Hauptstadt des Sleaze-Rock Los Angeles auftreten.

## Diskografie
Alben
- 2005: Doomfoxx

Singles
- 2005: Piece of Me
- 2005: My Beautiful Friends